# João Moreira Garcez
João Cid Moreira Garcez (Curitiba, 17 de março de 1885 - Curitiba, 19 de março de 1957) foi um professor catedrático, engenheiro e político brasileiro. Foi diretor de Obras e Viação do Estado do Paraná, deputado federal e prefeito de Curitiba em duas gestões, de 1920 a 1928 e de 1938 a 1940.

## Biografia
Descendente de João Moreira Garcez, camareiro da corte portuguesa que acompanhou a família real em sua viagem de 1808 para o Brasil, era filho de Teófilo Moreira Garcez com Filomena Viana Garcez. Nasceu na capital da província do Paraná em 1885 e formou-se em engenharia civil pela Escola Politécnica de São Paulo (atual Escola Politécnica da USP) em 1910. Antes de retornar para Curitiba, trabalhou na Companhia Mogiana de Estradas de Ferro.
Era pai do engenheiro civil João Moreira Garcez Filho (1922-2015).

### Vida publica
Com a ascensão de Carlos Cavalcanti de Albuquerque na presidência do Estado do Paraná em fevereiro de 1912, foi incluído na equipe como diretor de "Obras e Viação". Durante sete anos, ficou a frente da secretaria, mesmo com a troca da presidência (de Carlos Cavalcante para Afonso Camargo) e a inclusão da pasta na criação da "Secretária de Negócios da Fazenda, Agricultura e Obras Públicas do Estado do Paraná". Contribuiu para importantes diretrizes, como a confecção (em parceria com Ermelino de Leão Júnior) de um novo mapa oficial do estado e a fixação de uma nova sede da cidade de União da Vitória (ambas as tarefas para cumprir os acordos de limites da Questão do Contestado), além da função de perito e árbitro na fixação dos limites do Paraná com o Estado de São Paulo. Em seu mandato, foi inaugurado o Theatro Guayra (atual Centro Cultural Teatro Guaíra) e a ratificação do tráfego de veículos automotores na Estrada da Graciosa.
No pleito de outubro de 1919, ganhou a disputa e assumiu a prefeitura de Curitiba em 1920, mantendo-se no cargo até 1928, pois em outubro de 1923 foi reeleito.
Nos oitos anos a frente a administração municipal, seguiu, num primeiro momento, a linha administrativa de seu antecessor, Luiz Antonio Xavier, em entregar a população uma “Cidade Nova”. Como engenheiro de ofício, sua administração contribuiu para a modernização urbanística da cidade, sendo responsável pela abertura de avenidas e a pavimentação de ruas com duas pistas de 30 metros cada, grandes calçadas e com canteiros centrais, como a "Sete de Setembro", a "Silva Jardim", a "Visconde de Guarapuava" ou a "Iguaçu" e a "Getúlio Vargas". Nesta época, foi muito contestado por seus adversários, pois a cidade com pouco mais de 60 mil habitantes e pequeno tráfego de carroças e automóveis, não necessitada de vias deste porte. Futuramente, estas ruas, sem qualquer remodelação, contribuíram no plano diretor da cidade.
Também é desta época, o asfaltamento de várias ruas do Centro de Curitiba, com uma primeira camada de cobertura asfáltica através de betume importado da Alemanha. Antes de assumir a prefeitura de Curitiba, a cidade contava com 391 mil metros quadrados de ruas pavimentadas. Em 1925, este mesmo quesito contava com 602 mil metros quadrados.
Em seu segundo mantado, remodelou o serviço de águas e esgotos e autorizou a construção do primeiro arranha-céu da cidade, que foi batizado com o seu nome: Edifício Moreira Garcez, e que iniciou a a verticalização de Curitiba. Também canalizou alguns rios de canais que cortavam os principais bairros da capital. Em 1926, o trecho inicial da Rua XV de Novembro foi alargada com um recuo de 20 metros no alinhamento dos terrenos, depois de uma longa negociação com os proprietários e desapropriações, e mesmo assim, as obras só saíram do papel através de um decreto municipal. Este projeto lhe trouxe animosidades com vários políticos e empresários.
Em outubro de 1928, assumiu o cargo de deputado federal pelo Partido Republicano Paranaense. Em 1930, foi reeleito e no pleito, seu voto para a presidência da repúblico foi para Júlio Prestes. Mesmo não sendo um correligionário dos ideais do paulista, na Revolução de 1930 foi preso e recolhido num quartel do exército e na sede da Sociedade Garibaldi (o Palácio Garibaldi). Nesta época foi considerado opositor a nova política brasileira e por consequências, sofreu um sindicância municipal referente ao seu mandato de prefeito. Uma "Junta de Sanções" foi formada para investigar um lista de acusações que iam desde desvio de barricas de cimento da construção do "Moreira Garcez" até o de enriquecimento ilícito, passando por subvalorização de imóveis (resquícios das negociações frustradas do alargamento da Rua XV). Em maio de 1931, a "Junta" condenou a pagar um valor monetário pelos danos causados e a privação dos direitos políticos por cinco anos. Por interferências de Manoel Ribas, seu recurso à "Comissão de Correição Administrativa" foi aceito e julgado em dezembro de 1933, onde foi absolvido de todas as acusações.
Em 1938, o interventor Manoel Ribas recolocou no cargo de prefeito da capital paranaense. Seu terceiro mantado em sua segunda passagem pela prefeitura de Curitiba durou até 1940, quando pediu demissão após um enfrentamento administrativo com a "Companhia Telefônica Paranaense Limitada", que nesta época era um subsidiária da norte-americana ITT (International Telephone and Telegraph). Com este episódio, desistiu da atividade política.

### Professor
Quando retornou a Curitiba para assumir o cargo de diretor oferecido por Carlos Cavalcanti, em 1912, envolveu-se no projeto "Universidade do Paraná" e é um dos fundadores da primeira universidade do Brasil, instituição que em 1951, com a federalização do ensino superior, tornou-se a Universidade Federal do Paraná.
Por mais de quatro década foi professor, lecionando na Faculdade de Engenharia, e aos 70 anos de idade, em 1955, aposentou-se da carreira de professor.

### Engenheiro
Como já mencionado, exerceu a função de engenheiro da "Mogyana" por três anos e também esteve envolvido, em vários aspectos, na construção do histórico Edifício Moreira Garcez. Em 1934, tornou-se membro do Conselho Regional de Engenharia e Arquitetura do Paraná (CREA-PR) e entre 1944 e 1951, foi conselheiro. Também foi presidente do Instituto de Engenharia do Paraná.

### Outras atividades
Entre 1916 e 1917, participou de quatro congressos nacionais de estradas de rodagem. Em 1918, tornou-se engenheiro chefe da Comissão Geográfica do Paraná. Em 1921, foi presidente da comitiva que representou o estado do Paraná no "II Congresso Pan-Americano de Estradas de Rodagem". Em 1922, foi convidado para participar do "Congresso Internacional de Engenharia e Estradas de Ferro".
Em 1923, foi nomeado presidente da Estrada de Ferro São Paulo-Rio Grande e exerceu a função até 1928. Em 1930, foi convidado para o "IV Congresso
Pan-Americano de Arquitetura" e também participou do "III Congresso Sul-Americano de Turismo". Entre 1935 e 1936, foi conselheiro do "Diretório Regional de Geografia do Paraná", na divisão transporte.
Também foi presidente do "Instituto Histórico e Geográfico do Paraná".

### Morte
João Moreira Garcez morreu em 19 de março de 1957, aos 72 anos, em sua cidade natal.